# Eupithecia pseudozibellianata
Eupithecia pseudozibellianata är en fjärilsart som beskrevs av Karl Dietze 1913. Eupithecia pseudozibellianata ingår i släktet Eupithecia och familjen mätare. Inga underarter finns listade i Catalogue of Life.